# Peter Sitz
Peter Sitz (* 2. Oktober 1938 in Nordhausen; † 21. August 2013 in Freiberg) war ein deutscher Bergbauingenieur und Hochschullehrer.

## Leben
Peter Sitz legte 1956 in Erfurt die Reifeprüfung ab. Nach einem einjährigen Vorpraktikum in verschiedenen Bergbaubetrieben studierte er von 1957 bis 1962 Bergbau-Tiefbau an der Bergakademie Freiberg. Anschließend arbeitete er als Assistent von Prof. Werner Arnold am Institut für Tiefbohrtechnik und Erdölgewinnung der Bergakademie. Im Jahr 1967 wurde er promoviert, 1980 absolvierte er die Promotion B, 1986 wurde er Hochschuldozent für Spezialverfahren im Bergbau.
Von 1991 bis 1992 arbeitete er in Wettingen (Schweiz) als Projektleiter bei der Nationalen Genossenschaft für die Lagerung radioaktiver Abfälle (Nagra). 1993 wurde er von der Bergakademie Freiberg zum Professor für Entsorgungs- und Sanierungsbergbau berufen. Von 1993 bis 1996 wirkte er als Prorektor Forschung und von 1993 bis 2003 als Direktor des Instituts für Bergbau. 2004 wurde er emeritiert. Am 21. August 2013 starb er in Freiberg.

## Veröffentlichungen (Auswahl)
- Haftfestigkeitsuntersuchungen zwischen Beton bzw. Mörtel und verschiedenen Gesteinsarten und ihre Bedeutung für den untertägigen Bergbau, dargestellt am Beispiel der Dimensionierung eines gebirgsverbundenen Schachtausbaues im elastischen Gebirge. Dissertation, 1967
- Querschnittsabdichtungen untertägiger Hohlräume durch Dämme und Pfropfen. Dissertation B, 1979
- Standsicherheitsprobleme in der Bohr- und Fördertechnik. Bergakademie Freiberg, 1983